# ترنت ألكساندر-أرنولد
ترنت جون ألكساندر-أرنولد (بالإنجليزية: Trent John Alexander-Arnold) (مواليد 7 أكتوبر 1998) هو لاعب كرة قدم إنجليزي يلعب في مركز الظهير الأيمن مع نادي ريال مدريد في الدوري الإسباني ومنتخب إنجلترا لكرة القدم. يعتبر واحدًا من أفضل الأظهرة في العالم. يُعرف ألكساندر-أرنولد بقدرته الكبيرة في التمرير والكرات العرضية وصناعة الأهداف بالإضافة إلى إتقانه في تنفيذ الكرات الثابتة. وبفضل هذه القدرات، استُخدم أحيانًا كلاعب وسط في صفوف ناديه ومنتخب بلاده.
انضم ألكساندر-أرنولد إلى أكاديمية ليفربول في عام 2004 وكان قائد الفريق في جميع مستويات الشباب. شارك لأول مرة في عام 2016، في سن 18، ولعب في نهائيين في متتالين في دوري أبطال أوروبا متتاليين لعامي 2018 و2019، وفاز بالأخيرة وتم اختياره في تشكيلة الموسم لدوري أبطال أوروبا. هذه المشاركة جعلته أصغر لاعب يشارك أساسيًا في نهائيات متتالية للمسابقة. في نفس العام، فاز بكأس السوبر الأوروبي وكأس العالم للأندية. في كرة القدم المحلية، فاز ألكساندر-أرنولد بجائزة أفضل لاعب شاب في إنجلترا لموسم 2019–20، كما حصل على جائزة أفضل لاعب شاب في الدوري الإنجليزي الممتاز، واُختير مرتين في فريق العام من اتحاد لاعبي كرة القدم المحترفين، وساعد ليفربول في إنهاء الغياب عن لقب الدوري الذي استمر طيلة 30 عامًا بالفوز بالدوري الإنجليزي الممتاز 2019–20. أدّى تألّقه في عام 2020 إلى اختياره ضمن التشكيلة المثالية من قبل فيفبرو. وفي موسم 2021–22، حقق ثنائية محلية بفوزه ببطولتي كأس الرابطة الإنجليزية وكأس الاتحاد الإنجليزي.
مثل ألكساندر-أرنولد أيضًا إنجلترا في مختلف مستويات الشباب وشارك لأول مرة مع المنتخب الأول في عام 2018. ومنذ ذلك الحين شارك في كأس العالم 2018، حيث أصبح رابع مراهق فقط يشارك أساسيًا في مباراة مع إنجلترا في البطولة، وفي دوري الأمم الأوروبية 2018–19 حيث وصل منتخب بلاده إلى المركز الثالث، وكذلك شارك في كأس العالم 2022.

## النشأة والمسيرة
ولد ألكساندر-أرنولد في ويست ديربي، ليفربول، حيث التحق بمدرسة سانت ماثيو الكاثوليكية الابتدائية، قبل أن يلتحق لاحقًا بكلية سانت ماري، في كروسبي. عندما كان يبلغ من العمر ست سنوات، استضاف نادي كرة القدم المحلي ليفربول معسكراً نصف فصل دراسي دُعي إليه عدد من التلاميذ من مدرسته، وكان اسمه أحد الأسماء المأخوذة. هناك، رصده مدرب الأكاديمية إيان باريجان الذي اتصل بوالديه لاحقًا لمنحه فرصة الانضمام إلى أكاديمية النادي. بدأ التدريب مرتين إلى ثلاث مرات في الأسبوع، وفي مجموعة متنوعة من المراكز، قبل أن ينتقل لاحقًا إلى قيادة النادي في مستوى تحت 16 وتحت 18 تحت قيادة المدرب بيبين ليندرز. في الفترة الفاصلة، في سن الرابعة عشرة، غادر سانت ماري للتسجيل في مدرسة رينهيل الثانوية، وهي مؤسسة تعليمية تشترك في الانتماء إلى نادي كرة القدم.
وخلال الفترة التي قضاها في الأكاديمية، تحول ألكساندر-أرنولد من جناح إلى ظهير أيمن، حيث كان المركز الذي قدم له أوضح طريق للفريق الأول، وقد برع في مركزه الجديد، حيث اختاره السابق. تم تمييزه من قبل كابتن ليفربول السابق ستيفن جيرارد، الذي قال له أنه سيكون له مستقبل مشرق في النادي في سيرته الذاتية. نتيجة لتطوره السريع، وفي التحضير لموسم 2015–16، تم اختيار ألكساندر-أرنولد في تشكيلة الفريق الأول من قبل المدير بريندان رودجرز لمباراة الفريق الودية الأخيرة قبل الموسم ضد سويندون تاون حيث كانت أول مشاركة غير رسمية له مع النادي في الفوز 2–1.

## المسيرة الكروية

### ليفربول

#### 2016–17: تطوره وسطوع نجمه
بعد أن شارك سابقًا في جولة ليفربول التمهيدية في الولايات المتحدة، ظهر ألكساندر-أرنولد لأول مرة في 25 أكتوبر 2016، حيث شارك كأساسي في الفوز 2–1 على توتنهام هوتسبر في الجولة الرابعة من كأس الرابطة. على الرغم من تهوره، فقد أشاد جيرارد بأدائه حيث دعمه مرة أخرى قائلًا «ستصبح محترفًا بارزًا».
تمت مكافأة سطوع نجم ألكساندر-أرنولد في الفريق الأول بعقد جديد طويل الأجل في نوفمبر وشارك كأساسي في مباراة ليفربول التالية في كأس الرابطة في وقت لاحق من ذلك الشهر ضدليدز يونايتد. تم اختياره رجل المباراة لأدائه بعد صناعة للهدف الأول للمهاجم ديفوك أوريغي في مباراة الفوز 2–0. ثم شارك لأول مرة في الدوري الإنجليزي الممتاز في 14 ديسمبر، حيث حل بديلًا متأخرًا في الفوز 3–0 على ميدلزبره، وشارك كأساسي لأول مباراة له في الدوري بالتعادل 1–1 أمام مانشستر يونايتد في 15 يناير 2017. في مايو، بعد أن شارك في 12 مباراة في جميع المسابقات، حصل على لقب أفضل لاعب شاب في ليفربول ورُشح أيضًا لجائزة أفضل لاعب في الدوري الإنجليزي 2.

#### 2017–18: أول نهائي دوري أبطال أوروبا

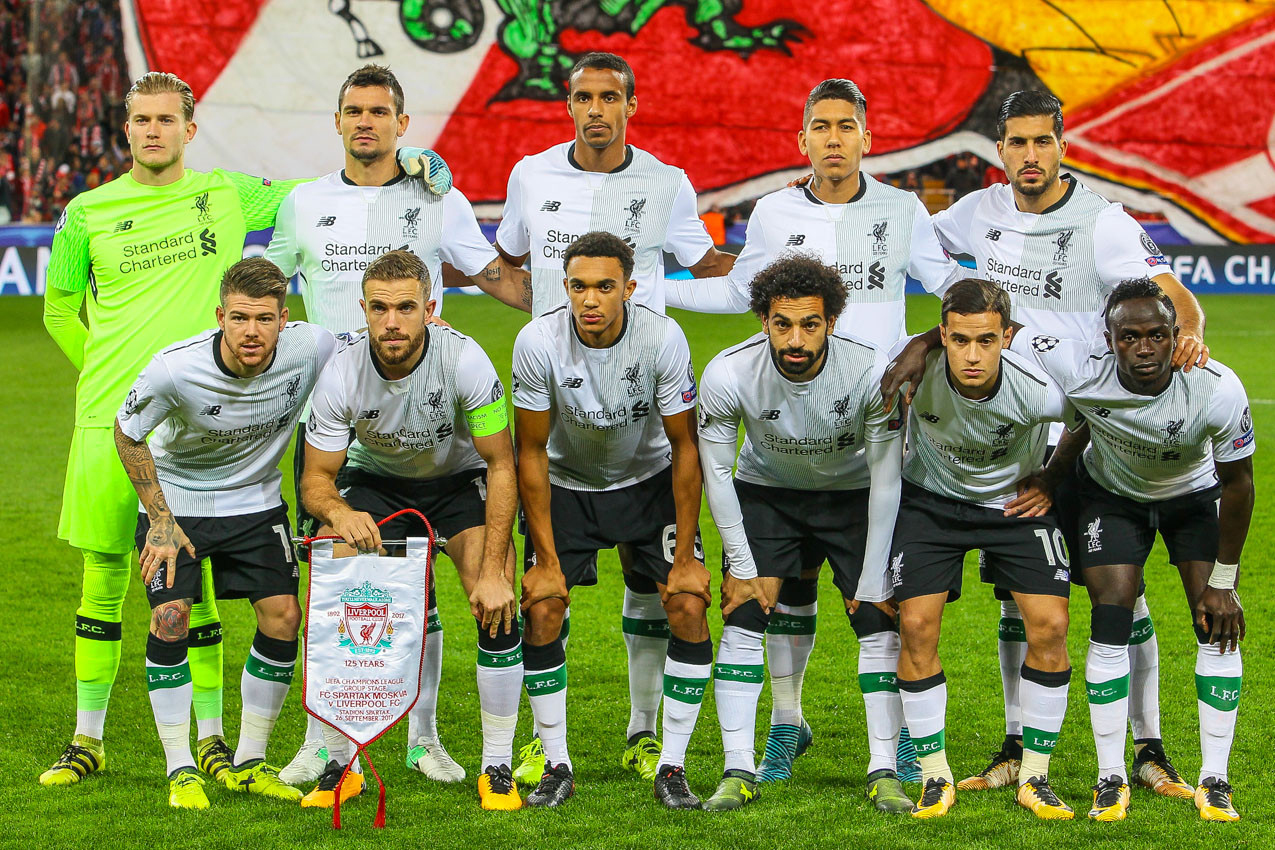
ألكساندر-أرنولد (أسفل، يسار الوسط) يصطف مع ليفربول في مباراة دوري أبطال أوروبا ضد سبارتاك موسكو في عام 2017.

في التحضير لموسم 2017–18، عانى الظهير الأيمن ناثانييل كلاين من إصابة خطيرة في ظهره مما أتاح لألكساندر-أرنولد فرصة التناوب مع جو جوميز خلال المراحل الأولى من الموسم. في 15 أغسطس 2017، سجل هدفه الأول مع النادي عندما سجل هدفه الأول من ركلة حرة في مباراة الذهاب 2–1 في الدور الفاصل لدوري أبطال أوروبا على هوفنهايم. وبذلك، أصبح ثالث أصغر لاعب يسجل في أول مباراة أوروبية له مع ليفربول، بعد مايكل أوين وديفيد فيركلوف. خلال مراحل المجموعات من المسابقة، سجل ألكساندر-أرنولد مرة أخرى في مباراة الفوز 7–0 في دوري أبطال أوروبا على ماريبور في 17 أكتوبر، وهي النتيجة التي كانت أكبر فوز مشترك على الإطلاق في المسابقة، وأكبر فوز خارج الأرض من قبل نادي إنجليزي. ثم سجل هدفه الأول في الدوري الإنجليزي الممتاز لليفربول في يوم الصناديق، حيث انتهت المباراة بالفوز 5–0 أمام سوانزي سيتي على ملعب أنفيلد.
في مارس من العام التالي، عانى ألكساندر-أرنولد من أصعب فتراته مع النادي حتى ذلك الوقت، بعد معاناته لجناح كريستال بالاس ويلفريد زاها وماركوس راشفورد لاعب مانشستر يونايتد في أسابيع متتالية. ومع ذلك، احتفظ بمكانته في التشكيلة الأساسية لليفربول ليصبح أصغر لاعب إنجليزي يشارك كأساسي في مباراة ربع نهائي دوري أبطال أوروبا وأدى بقوة في الفوز 3–0 على غريمه الإنجليزي مانشستر سيتي في أبريل. شهد أدائه حصوله على لقب رجل المباراة، وتمت الإشادة به من وسائل الإعلام لقدرته على تحجيم جناح السيتي ليروي ساني. أثار الإعجاب مرة أخرى في مباراة الإياب حيث إقصاء ليفربول السيتي بنتيجة 5–1 في مجموع المباراتين ليتقدم إلى الدور نصف النهائي من المسابقة لأول مرة منذ 10 سنوات. في 10 مايو، تمت مكافأته عن مستواه المحلي والأوروبي عندما فاز بجائزة ليفربول لأفضل لاعب شاب للموسم الثاني على التوالي. في وقت لاحق من ذلك الشهر، أصبح أصغر لاعب في ليفربول يشارك كأساسي في نهائي دوري أبطال أوروبا عندما تم اختياره في التشكيلة الأساسية ضد ريال مدريد حامل اللقب مرتين. تم تكليفه مراقبة كريستيانو رونالدو، وقدم أداءً رائعًا على الرغم من أن ليفربول خسر النهائي 3–1. بعد انتهاء الموسم، الذي سجل فيه ثلاثة أهداف في 33 مباراة في جميع المسابقات، تم ترشيحه لجائزة الفتى الذهبي حيث تم التصويت له لاحقًا في المركز الثاني بعد مدافع أياكس ماتيس دي ليخت.

#### 2018–19: مشاركته الأساسية ولقب دوري أبطال أوروبا

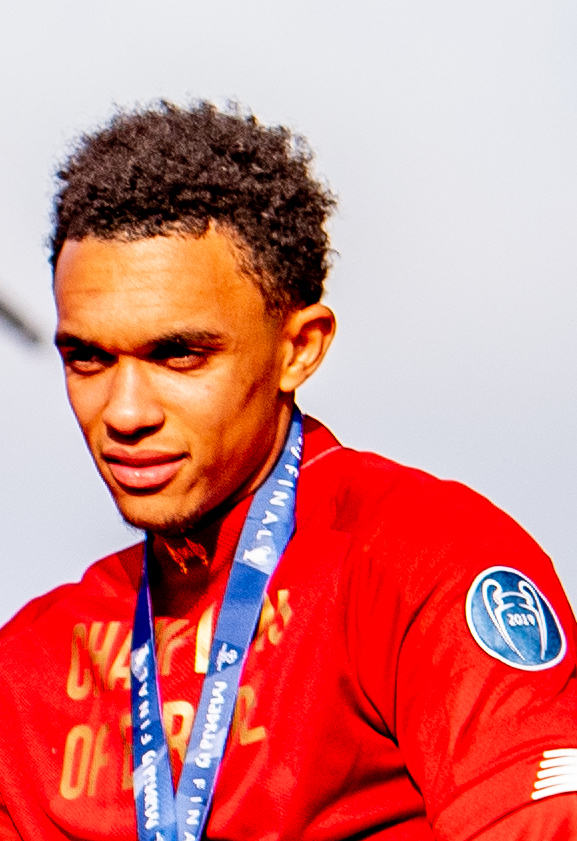
ألكساندر-أرنولد خلال موكب فوز ليفربول بدوري أبطال أوروبا.

خلال المراحل الأولى من الموسم التالي، شارك في مباراته رقم 50 مع ليفربول عندما شارك كأساسي في الفوز 2–1 على توتنهام؛ نفس الخصم الذي كان قد شارك ضدهم في أول مباراة له قبل عامين تقريبًا. في أكتوبر، كان واحدًا من 10 لاعبين تم ترشيحهم لنيل جائزة كوبا الافتتاحية، وهي جائزة قدمتها فرانس فوتبول لأفضل لاعب شاب دون سن 21 عامًا، وحصل على المركز السادس في استطلاعات الرأي. واصل تعزيز سمعته المزدهرة في الأشهر التي تلت ذلك، وتم إدراجه باستمرار في تقارير المركز الدولي للدراسات الرياضية باعتباره الظهير الأكثر قيمة في العالم من منظور قيمة الانتقال. ارتقى ألكساندر-أرنولد بمستواه بعد نهاية العام، وفي 27 فبراير 2019، أصبح أصغر لاعب، حيث كان يبلغ من العمر 20 عامًا و 143 يومًا، يمرر ثلاث تمريرات حاسمة في مباراة واحدة في الدوري الإنجليزي الممتاز عندما صنع لساديو ماني مرتين وفيرجيل فان ديك مرة واحدة في الفوز 5–0 على واتفورد. بعد أقل من شهرين، أصبح خامس أصغر لاعب يصل إلى 50 مباراة في الدوري الإنجليزي الممتاز مع النادي، خلف مايكل أوين ورحيم ستيرلينغ وروبي فاولر وجيرارد، عندما شارك كأساسي في الفوز 3–1 على ساوثهامبتون. تمت مكافأته على المستوى المحلي في وقت لاحق في أبريل عندما تم ترشيحه لجائزة أفضل لاعب شاب في إنجلترا، على الرغم من أن الجائزة قد فاز بها لاعب مانشستر سيتي ستيرلينغ، تم اختياره لاحقًا في فريق العام من اتحاد لاعبي كرة القدم المحترفين إلى جانب زملائه في ليفربول فان ديك، وماني وأندرو روبرتسون.
برزت براعته مرة أخرى في مايو خلال الفوز 3–2 على نيوكاسل يونايتد، عادل ألكساندر-أرنولد الرقم القياسي في الدوري الإنجليزي لأكبر عدد من التمريرات التي قدمها مدافع في موسم واحد، مع تمريراته الحاسمة في المباراة. حيث وصل إلى 11 تمريرة حاسمة، كما وصل وروبرتسون إلى نفس الرقم، ليصبحا أول مدافعان من نفس الفريق يصلون إلى أرقامًا مزدوجة من التمريرات الحاسمة في نفس الموسم. بعد ثلاثة أيام، مع خسارة ليفربول أمام برشلونة بنتيجة 3–0 في بعد الهزيمة ذهابًا، مرر تمريرتين أخريين، بما في ذلك «ركلة ركنية إبداعية» لهدف الفوز الذي سجله أوريغي، ليساعدة النادي على تحقيق الفوز 4–3 في مجموع المباراتين والتقدم إلى نهائي دوري أبطال أوروبا للمرة الثانية على التوالي. في اليوم الأخير من الموسم المحلي، صنع ألكساندر-أرنولد هدف ماني في الفوز 2–0 على وولفرهامبتون واندررز ليحطم الرقم القياسي في الدوري الإنجليزي لأكبر عدد من تمريرات المدافعين في موسم واحد بـ12 تمريرة، متجاوزًا حامل اللقب السابق آندي هينشكليف، وليتون باينز وزميله في الفريق روبرتسون. شارك بعد ذلك في نهائي دوري أبطال أوروبا، وحقق الفوز 2–0 على توتنهام، وأصبح أصغر لاعب يشارك كأساسي في نهائيين متتاليين من المسابقة، محطمًا الرقم القياسي الذي سجله كريستيان بانوتشي لاعب ميلان في عام 1995. تم اختياره لاحقًا في فريق الموسم للمسابقة ورُشح لجائزة أفضل مدافع في الموسم.

#### موسم 2019–20: الترشح للكرة الذهبية ولقب الدوري الإنجليزي

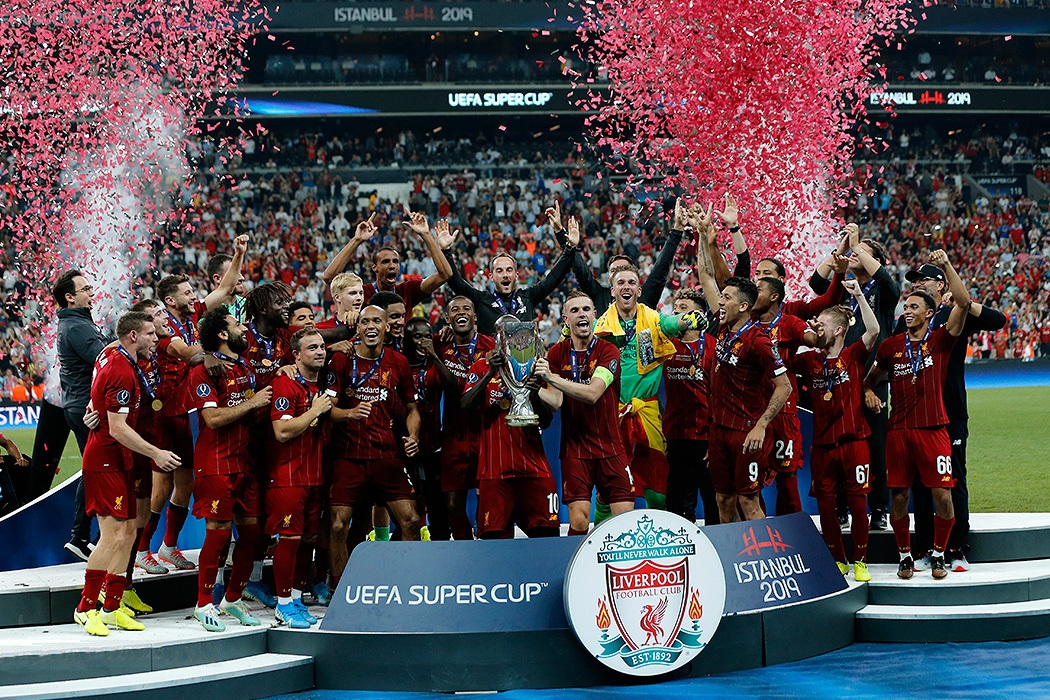
ألكساندر-أرنولد (أقصى اليمين) يحتفل بفوز ليفربول بكأس السوبر الأوروبي 2019 على تشيلسي.

بدأ ألكساندر-أرنولد موسم 2019–20 مع ليفربول كظهير أيمن، وصنع هدف أوريغي في المباراة الافتتاحية للنادي 4–1 على نورويتش. وبذلك، أصبح ثامن لاعب في عصر الدوري الإنجليزي الممتاز يمرر تمريرة حاسمة في خمس مباريات متتالية، وأول لاعب يفعلها من ليفربول. شارك في انتصارات لاحقة على ساوثهامبتون وأرسنال، وكذلك في فوز ليفربول على تشيلسي في كأس السوبر الأوروبي حيث سجل ركلة جزاء في ركلات الترجيح. ثم سجل هدفه الأول لهذا الموسم خلال فوز ليفربول 2–1 في الدوري على البلوز، وتم ترشيحه لاحقًا لجائزة هدف الشهر في الدوري الإنجليزي الممتاز. في الشهر التالي، تم ترشيحه لجائزة الكرة الذهبية 2019، جنبًا إلى جنب مع ستة من زملائه في فريق ليفربول.
في 2 نوفمبر، في سن 21 عامًا و26 يومًا، أصبح رابع أصغر لاعب يصل إلى 100 مباراة مع ليفربول، خلف أوين وستيرلينغ وفاولر، واحتفل بهذه المناسبة من خلال صنعه لهدف ماني مباراة الفوز في 2–1 على أستون فيلا. بعد شهر واحد بالضبط، تم اختياره في المركز التاسع في جائزة الكرة الذهبية، والظهير الأعلى مرتبة. ثم شارك لأول مرة في كأس العالم للأندية خلال فوز ليفربول 2–1 في الدور نصف النهائي على حامل اللقب مونتيري بطل الكونكاكاف، وصنع هدف الفوز في المباراة لروبرتو فيرمينو في الوقت المحتسب بدل الضائع بعد أن دخل كبديل عن جيمس ميلنر. بعد ثلاثة أيام، شارك كأساسي ولعب 120 دقيقة كاملة حيث توج ليفربول بطلاً لأول مرة في تاريخ النادي بعد الفوز 1–0 في الوقت الإضافي على بطل كوبا ليبرتادوريس فلامنغو.
عند عودته من قطر، حقق ليفربول الفوز بنتيجة 4–0 في الدوري على ليستر سيتي صاحب المركز الثاني، وكان لألكساندر-أرنولد يدًا في جميع الأهداف الأربعة بتسجيله هدفًا وصنع هدفين وتسببه بركلة جزاء سجلها ميلنر. تمت مكافأته لاحقًا على مستواه بحصوله على جائزة لاعب الشهر في الدوري الإنجليزي الممتاز، ليصبح أول مدافع يحصل على هذه الجائزة منذ ميكاه ريتشاردز في عام 2007. تبع ذلك المزيد من التقديرات في مطلع العام، عندما تم اختياره في فريق اليويفا لعام 2019. ثم لعب ألكساندر-أرنولد دور البطولة في فوز ليفربول 2–1 على وولفرهامبتون حيث مدد النادي مسيرته الخالية من الهزائم في الدوري إلى 40 مباراة. خلال اللقاء، صنع هدف الكابتن جوردان هندرسون الافتتاحي، ليصبح أول مدافع في تاريخ المسابقة يصل إلى 10+ في أكثر من موسم.
قرب نهاية فبراير، بعد الفوز 3–2 على وست هام يونايتد، عادل رقمه في الدوري من الموسم السابق ورفع رصيده الإجمالي في الدوري الممتاز إلى 25، ليصبح ثالث أصغر لاعب في تاريخ المسابقة حقق هذا العدد من التمريرات الحاسمة خلف سيسك فابريجاس وواين روني. تم إيقاف الموسم مؤقتًا بين مارس ويونيو بسبب تفشي جائحة فيروس كورونا، وبعد الاستئناف صنع ألكساندر-أرنولد هدف ليفربول في الفوز بأول لقب للدوري منذ 30 سنة، والأول في حقبة الدوري الإنجليزي الممتاز. مع تأمين اللقب، حطم رقمه القياسي في الجولة ما قبل الأخيرة من الموسم عندما صنع هدف فيرمينو في الفوز 5–3 على تشيلسي. لمساهماته خلال الموسم، حصل على جائزة أفضل لاعب شاب في الدوري الإنجليزي الممتاز، وفاز بجائزة أفضل لاعب شاب في إنجلترا، وتم اختياره في فريق العام من اتحاد لاعبي كرة القدم المحترفين.

#### موسم 2020–21: استمرار النجاح
واصل ألكساندر-أرنولد الظهور بشكل بارز مع ليفربول خلال موسم 2020–21. وفي 9 ديسمبر، أصبح أصغر لاعب يرتدي شارة القيادة في المنافسات الأوروبية في تاريخ النادي، وثالث أصغر لاعب في أي مسابقة عندما قاد الفريق خلال التعادل 1–1 في دوري أبطال أوروبا ضد نادي ميتييلاند. وفي وقت لاحق من ذلك الشهر، اختُير ضمن تشكيلة فيفبرو العالمية للرجال 2020 إلى جانب زملائه أليسون، وفيرجيل فان دايك، وتياغو، بينما كان ليفربول يتصدر جدول الدوري المحلي بحلول عيد الميلاد خلال حملة الدفاع عن لقبه.
ومع ذلك، تراجع مستواه ومستوى الفريق في النصف الثاني من الموسم، مما أدى إلى استبعاده بشكل مثير للجدل من قائمة غاريث ساوثغيت لمنتخب إنجلترا في تصفيات كأس العالم 2022 ضد سان مارينو، وألبانيا، وبولندا. وبعد فترة التوقف الدولي، تعرض أداؤه لانتقادات شديدة بسبب بعض الأخطاء الدفاعية، خاصة خلال الخسارة 3–1 أمام ريال مدريد في دوري الأبطال. في الدوري الإنجليزي، تحسن مستواه وساهم في تحقيق الانتصارات أمام أرسنال وأستون فيلا حيثُ سجل هدف الفوز في الدقيقة 90 في المباراة الأخيرة، ورُشح لجائزة لاعب الشهر في أبريل. وفي الشهر التالي، صنع تمريرتين حاسمتين في انتصارين خارج الأرض أمام مانشستر يونايتد ووست بروميتش ألبيون، حيث أرسل ركلة ركنية في الدقيقة 94 سجل منها الحارس أليسون هدف الفوز مما أبقى على آمال الفريق في التأهل لدوري الأبطال.

#### 2021–22: أرقام فردية وثنائية محلية

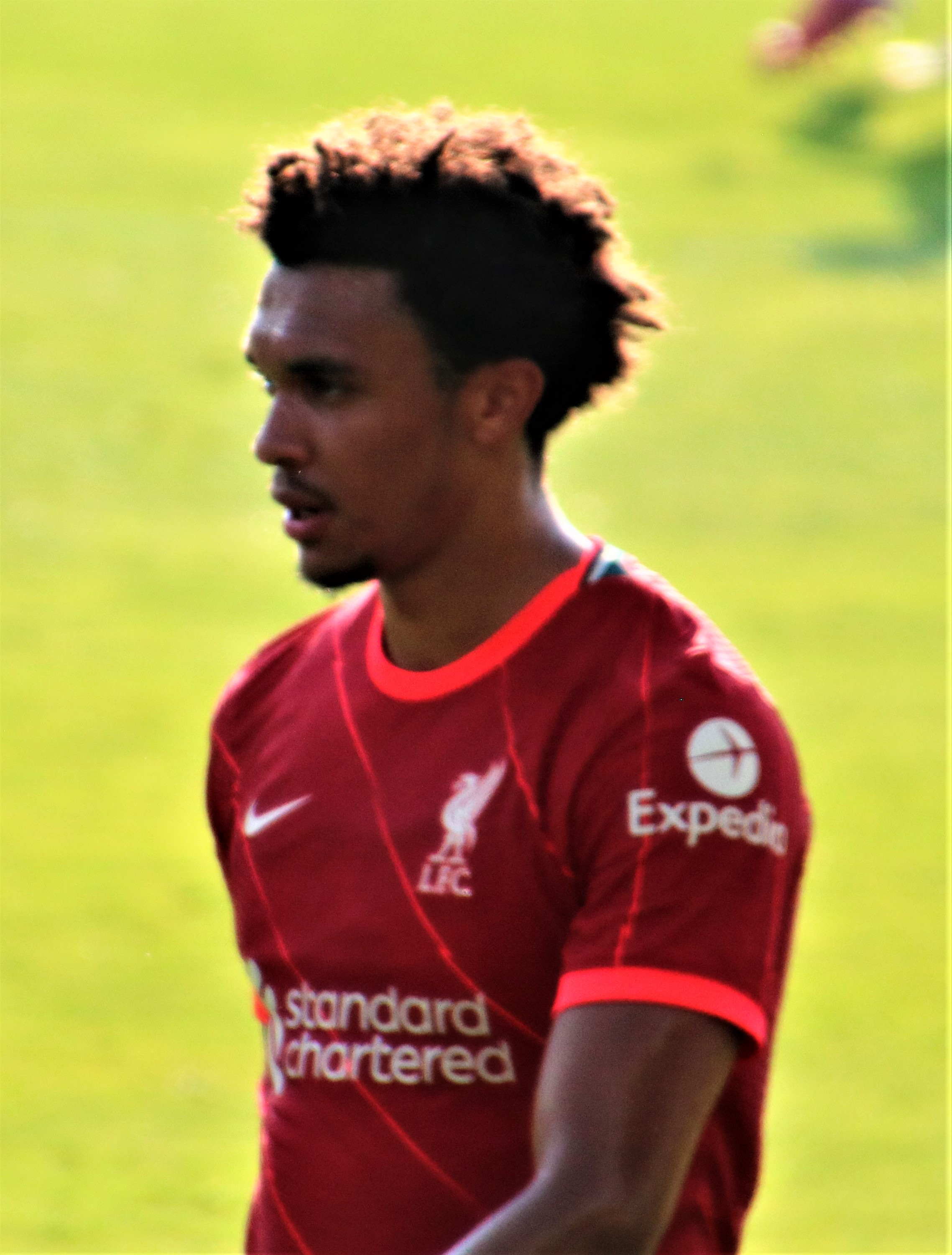
ألكساندر-أرنولد مع ليفربول في 2021.

في 30 يوليو، وقع ألكساندر-أرنولد عقدًا طويل الأمد جديدًا مع ليفربول. في 16 ديسمبر، سجل ألكساندر-أرنولد الهدف الثالث لليفربول في الفوز 3–1 على نيوكاسل يونايتد على ملعب أنفيلد عبر تسديدة من 25 ياردة في الزاوية العليا اليسرى للمرمى، في ما كان الفوز رقم 2000 للفريق في الدوري الإنجليزي ليصبح أول نادٍ في تاريخ إنجلترا يحقق هذا الإنجاز. في مايو 2022، وبعد فوز ليفربول على تشيلسي في نهائي كأس الاتحاد الإنجليزي 2022، أصبح ألكساندر-أرنولد أصغر لاعب في التاريخ يفوز بستة ألقاب كبرى مع نادٍ إنجليزي، وهي كأس العالم للأندية، دوري أبطال أوروبا، كأس السوبر الأوروبي، الدوري الإنجليزي الممتاز، كأس الاتحاد الإنجليزي، وكأس رابطة المحترفين، محققًا ذلك بعمر 23 عامًا و219 يومًا. جاء ألكساندر-أرنولد في المركز 22 في ترتيب جائزة الكرة الذهبية 2022، حيث فشل ليفربول في تحقيق رباعية تاريخية، مكتفيًا بالمركز الثاني في الدوري الإنجليزي الممتاز، وخسارة نهائي دوري أبطال أوروبا 2022 مرة أخرى أمام ريال مدريد. واختُير ألكساندر-أرنولد ضمن فريق الموسم في دوري أبطال أوروبا 2021–22.

#### 2022–23: تغيير بسيط في مركزه ونجاح آخر
عقب فترة من الأداء المتواضع على مستوى النادي، قرر مدرب ليفربول يورغن كلوب تحويل ألكساندر-أرنولد إلى دور الظهير العكسي أي الذي يميل للعمق أكثر، مما منحه فرصة أكبر لامتلاك الكرة والتحرك للأمام في الملعب. في هذا الدور، كان ألكساندر-أرنولد يتحول للعب بجانب لاعب الوسط الدفاعي أمام ثلاثة مدافعين عندما تكون الكرة بحوزة ليفربول. وقد شكّل هذا التغيير نقطة تحول في تحسن مستواه الفردي وكذلك مستوى الفريق. في 17 أبريل 2023، صنع ألكساندر-أرنولد التمريرة الحاسمة رقم 50 له في الدوري الإنجليزي الممتاز، وذلك في مباراة فاز فيها ليفربول خارج أرضه على ليدز يونايتد. وفي 30 أبريل 2023، أصبح ألكساندر-أرنولد أول لاعب في تاريخ الدوري الإنجليزي الممتاز يصنع هدفًا في خمس مباريات متتالية مرتين. لكن، في نهاية موسم 2022–23، فشل ليفربول في التأهل إلى دوري أبطال أوروبا بفارق بسيط.

#### موسم 2023–24
في 31 يوليو 2023، وبعد رحيل جيمس ميلنر، اختُير ترينت ألكساندر-أرنولد نائبًا جديدًا لقائد فريق ليفربول ليكون بديلاً للقائد فيرجيل فان دايك. في 25 نوفمبر 2023، سجّل ألكساندر-أرنولد هدفه الأول في موسم 2023–24، حيث أحرز هدف التعادل أمام مانشستر سيتي في مباراة انتهت بنتيجة 1–1 على ملعب ملعب الاتحاد. في 7 يناير 2024، وخلال مباراة أمام آرسنال، تعرّض ألكساندر-أرنولد لتمدد مفرط في الركبة مما تسبب في تمزق بسيط في الرباط الجانبي وغاب عن اللعب لمدة تقارب الثلاثة أسابيع. وفي 10 فبراير 2024، قدّم تمريرة حاسمة لهدف دييغو جوتا أمام بيرنلي ليصبح المدافع صاحب أعلى عدد من التمريرات الحاسمة في تاريخ الدوري الإنجليزي الممتاز متجاوزًا زميله في ليفربول أندرو روبرتسون.

#### موسم 2024–25: لقب الدوري الإنجليزي الثاني والمغادرة
في 17 أغسطس 2024، شارك ترينت ألكساندر-أرنولد كأساسي في مركز الظهير الأيمن ولعب لمدة 76 دقيقة في أول مباراة للمدرب الجديد أرني سلوت والتي انتهت بفوز الفريق بنتيجة 2–0 على إيبسويتش تاون في افتتاح الدوري الإنجليزي الممتاز 2024–25. وخلال التعادل 3–3 مع نيوكاسل يونايتد على ملعب سانت جيمس بارك، قدم ألكساندر-أرنولد تمريرتين حاسمتين بعد دخوله كبديل، ليصبح أول مدافع في تاريخ الدوري الإنجليزي الممتاز يصل إلى 60 تمريرة حاسمة. في 29 ديسمبر، سجل هدفه الأول في الموسم خلال الفوز 5–0 خارج الأرض أمام وست هام يونايتد في الدوري الإنجليزي الممتاز. وفي 11 يناير 2025، ارتدى شارة القيادة وسجل الهدف الثاني في الفوز 4–0 على نادي أكرينغتون ستانلي في الدور الثالث من كأس الاتحاد الإنجليزي 2024–25. وفي 11 مارس، تعرض ألكساندر-أرنولد لإصابة في الكاحل أثناء الخسارة 1–0 أمام باريس سان جيرمان في دوري أبطال أوروبا 2024–25 في دور الـ16. تسببت هذه الإصابة في غيابه عن أربع مباريات بما في ذلك نهائي كأس رابطة الأندية الإنجليزية المحترفة 2025، الذي خسره الفريق بنتيجة 2–1 أمام نيوكاسل يونايتد. عاد ألكساندر-أرنولد إلى تشكيلة ليفربول في 20 أبريل 2025، كبديل في الدقيقة 71 أمام ليستر سيتي، وشارك في مباراته رقم 350 مع النادي. وبعد خمس دقائق فقط، سجل هدف الفوز الوحيد الذي جعل ليفربول على بُعد فوز واحد من تحقيق اللقب العشرين للدوري الإنجليزي. وفي 5 مايو 2025، وبعد ثمانية أيام من تتويج الفريق بلقب الدوري، أعلن ألكساندر-أرنولد قراره بمغادرة ليفربول بنهاية الموسم، منهياً بذلك مسيرة دامت 20 عاماً مع النادي.

### ريال مدريد
في 30 مايو 2025، أعلن نادي ريال مدريد الإسباني عن تعاقده مع ألكساندر-أرنولد بعقدٍ يمتد لست سنوات على أن ينضم اللاعب رسميًا إلى الفريق في 1 يونيو. على الرغم من أن ألكسندر-أرنولد كان سيُعتبر لاعبًا حرًا إذا انتقل في شهر يوليو، لكن إدارة ريال مدريد دفعت مبلغًا ماليًا لنادي ليفربول لإتمام الصفقة قبل انتهاء عقد اللاعب في 30 يونيو، وذلك لكي يتمكن من تمثيل الفريق في كأس العالم للأندية 2025. وقد أفادت بي بي سي وذا أثلتيك أن قيمة الصفقة تراوحت بين 6.2 و10 ملايين يورو. وبهذا أصبح ألكسندر-أرنولد سابع لاعب إنجليزي ينضم إلى ريال مدريد في العصر الاحترافي.

## المسيرة الدولية

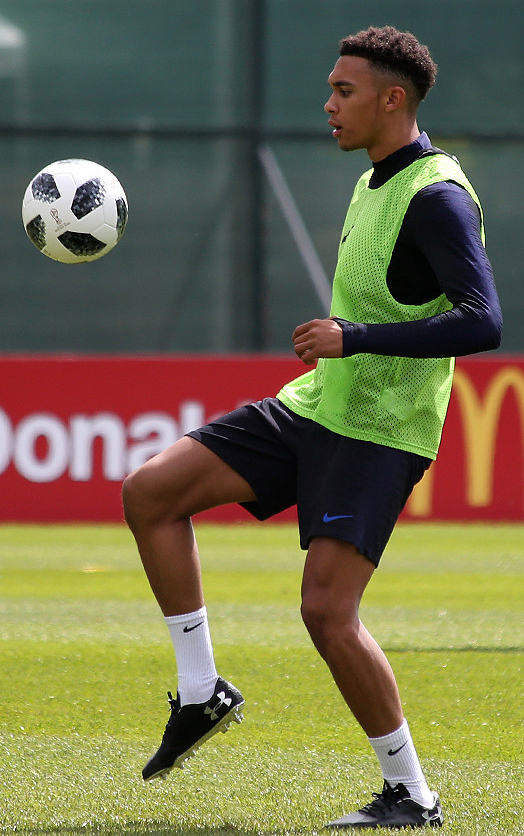
مثل ألكساندر-أرنولد إنجلترا في كأس العالم 2018 في روسيا.

### الشباب
مثل ألكساندر-أرنولد إنجلترا في مختلف مستويات الشباب وشارك في كأس العالم تحت 17 سنة لكرة القدم 2015 في تشيلي. كما سجل ثلاثة أهداف لمنتخب إنجلترا تحت 19 سنة، بما في ذلك ثنائية ضد كرواتيا وأخرى ضد إسبانيا والتي ضمنت تأهل إنجلترا لبطولة أوروبا تحت 19 عامًا 2017. لم يشارك في البطولة نفسها حيث توصل ليفربول إلى اتفاق مع إنجلترا لإراحته قبل موسم الدوري في الموسم التالي، لكن الأسود الثلاثة ذهبوا إلى هزيمة البرتغال في النهائي ليحصدوا أول لقب لهم على الإطلاق في المسابقة. في الشهر التالي للبطولة، تم استدعاؤه إلى منتخب إنجلترا تحت 21 سنة لأول مرة في تصفيات بطولة أمم أوروبا تحت 21 سنة 2019 ضد هولندا ولاتفيا، وشارك لأول مرة في الفوز 3–0 على الأخير. تبع ذلك مشاركتان إضافيتان مع المنتخب تحت 21 سنة قبل أن يتم ترقيته وتثبيت مكانته داخل معسكر إنجلترا الأول.

### المنتخب الأول
في مارس 2018، بينما كان جزءًا من فريق تحت 21 سنة، تمت دعوة ألكساندر-أرنولد للتدرب مع المنتخب الوطني الأول لأول مرة قبل المباريات الودية ضد إيطاليا وهولندا. تلقى أول استدعاء له في مايو 2018 عندما تم اختياره في تشكيلة غاريث ساوثغيت للمشاركة في كأس العالم 2018. تبع ظهوره الأول في 7 يونيو 2018 عندما شارك كأساسي في مباراة ودية انتهت بالفوز 2–0 أمام كوستاريكا قبل البطولة على إيلاند رود. شارك الكسندر–أرنولد لأول مرة في المسابقة في 28 يونيو، حيث شارك كأساسي في الخسارة 1–0 في دور المجموعات أمام بلجيكا، بعد أن تأهل الفريقان بالفعل إلى الأدوار الاقصائية. وبذلك أصبح رابع مراهق فقط يشارك كأساسي في مباراة مع إنجلترا في كأس العالم. وكان ذلك ظهوره الوحيد حيث كان كيران تريبير مفضلًا في مركز الظهير الأيمن وشارك طوال الوقت حيث هُزمت إنجلترا أمام كرواتيا في الدور نصف النهائي، ثم مرة أخرى من قبل بلجيكا في مباراة تحديد المركز الثالث.
في 15 نوفمبر 2018، خلال مباراة دولية ودية، أقيمت على شرف واين روني، سجل ألكساندر-أرنولد أول هدف دولي له حيث سجلت إنجلترا فوزًا 3–0 أمام الولايات المتحدة على ملعب ويمبلي. وبذلك، وفي سن 20 عامًا و39 يومًا، أصبح أصغر لاعب من ليفربول منذ مايكل أوين في عام 1999 يسجل للمنتخب الوطني. في يونيو 2019، كان جزءًا من تشكيلة إنجلترا التي انهت البطولة الافتتاحية لدوري الأمم الأوروبية في المركز الثالث ولعب المباراة كاملة في الفوز بركلات الترجيح على سويسرا في مباراة تحديد المركز الثالث. بعد مرور عامين، تم استدعاء ترينت ألكساندر-أرنولد إلى قائمة إنجلترا المكونة من 26 لاعبًا لبطولة أمم أوروبا 2020، لكنه اضطر للانسحاب قبل ثمانية أيام من انطلاق البطولة بعد تعرضه لإصابة في الفخذ خلال مباراة ودية تحضيرية أمام منتخب النمسا.
في 10 نوفمبر 2022، اختُير مجددًا ضمن قائمة إنجلترا المكونة من 26 لاعبًا للمشاركة في كأس العالم 2022. وشارك في مباراة واحدة فقط خلال دور المجموعات، ضد ويلز. في 16 يونيو 2023، سجل هدفًا من تسديدة بعيدة المدى في الفوز 4–0 على منتخب مالطا ضمن تصفيات بطولة أمم أوروبا 2024 وقد وصفه جاكوب شتاينبرغ من صحيفة الغارديان بأنه «يُظهر فخامة في الأداء.» وشارك بنفس الدور (رقم 10) في المباراة التالية أمام مقدونيا الشمالية حيث نال الإشادة مرة أخرى. في 3 يونيو 2024، سجل ألكساندر-أرنولد هدفه الثالث مع منتخب إنجلترا في مباراة ودية تحضيرية لليورو أمام منتخب البوسنة، وفاز بجائزة رجل المباراة بعد فوز فريقه 3–0. وبعد ثلاثة أيام، أُدرج اسمه في قائمة إنجلترا الرسمية للمشاركة في بطولة أمم أوروبا 2024 كلاعب وسط، ومُنح القميص رقم 8.
شارك ألكساندر-أرنولد كأساسي في المباراة الافتتاحية لإنجلترا في يورو 2024 إلى جانب ديكلان رايس في خط الوسط، وفاز الفريق 1–0 على منتخب صربيا في غيلسنكيرشن. لعب 69 دقيقة قبل أن يتم استبداله بزميله كونور غالاغير. كما بدأ المباراة الثانية ضد الدنمارك، واستُبدل بغالاغر في الدقيقة 54، وشارك كبديل في آخر 6 دقائق من المباراة الأخيرة في دور المجموعات ضد سلوفينيا بدلاً من كيران تريبير. في ربع نهائي يورو 2024 أمام سويسرا، دخل ألكساندر-أرنولد كبديل لزميله فيل فودين في الدقيقة 25 من الشوط الإضافي، وسجل الركلة الخامسة الحاسمة لإنجلترا في ركلات الترجيح ليقود منتخب بلاده إلى نصف النهائي.

## الملف الشخصي

### أسلوب اللعب
يُعرف ألكساندر-أرنولد بقدرته الكبيرة على التمرير والرفع وصناعة الأهداف ويُعتبر من بين أفضل الأظهرة اليمنى في العالم، رغم بعض الانتقادات التي وُجّهت إليه بشأن أخطائه الدفاعية المزعومة.
في سنواته الأولى، برز كأحد أكثر اللاعبين إبداعًا في الدوري الإنجليزي الممتاز بفضل دوره في صناعة الأهداف من الكرات العرضية والركلات الثابتة. ويتميّز بمدى تمريراته الواسع، وهي سمة تُنسب إلى تطوره كلاعب وسط خلال فترة تدرّجه في أكاديمية ليفربول، كما يُعد من المتخصصين في تنفيذ الكرات الثابتة منذ موسم 2017–18. روتينه في تنفيذ الركلات الثابتة، والذي يتضمّن ثلاث خطوات متوازية إلى الخلف وخطوة إلى اليمين، قورن بما كان يفعله لاعب الرجبي السابق جوني ويلكينسون. وقد نال ذكاؤه وبراعته في تنفيذ الركلات الثابتة إشادة خاصة من غاري لينيكر وسيسك فابريغاس، بعدما نفذ ركنية بسرعة خاطفة ساعدت فريقه على تسجيل هدف الفوز في نصف نهائي دوري أبطال أوروبا 2018–19 ضد نادي برشلونة بينما كان مدافعو الخصم مستديرين بظهورهم.
تحت قيادة مدرب ليفربول يورغن كلوب، الذي اعتمد تكتيكيًا على الأظهرة في بناء اللعب، تمركز ألكساندر-أرنولد على الجانب الأيمن حيث ساهمت انطلاقاته وتبادله للكرات ودقة عرضياته وجهده في التغطية الدفاعية في جعله ركيزة أساسية في أسلوب الفريق القائم على الضغط العالي.

### الآراء النقدية
أشاد اللاعب البرازيلي كافو بترينت ألكساندر-أرنولد قائلًا: «إنه لاعب رائع، موهبة نادرة. يتمتع بمهارات فنية عالية وجودة كبيرة. يمتلك أسلوب لعب برازيلي. أحب مشاهدته وهو يلعب. واللعب ضمن فريق كبير سيساعده على التطور.» أما ليونيل ميسي فوصفه بـ«المبهر»، مضيفًا: «[إنه] المستقبل، ظهير رائع هجوميًا.» كما قال مدافع مانشستر يونايتد السابق غاري نيفيل: «إنه أفضل ممرر كرة من مركز الظهير الأيمن رأيته في حياتي. إنه ديفيد بيكهام وكيفين دي بروين لكن كظهير أيمن.»
لكن ألكساندر-أرنولد كثيرًا ما كان موضع انتقادات بسبب ما اعتُبر ضعفًا في قدراته الدفاعية. ومع ذلك، خلال موسمي 2020–21 و2022–23، وهما الفترتان اللتان تصاعدت فيهما هذه الانتقادات، جاءت إحصائياته الدفاعية متفوقة مقارنةً بأظهرة إنجلترا الآخرين مثل رييس جيمس وكايل ووكر. وقد دافع عنه المدرب يورغن كلوب، قائلًا: «إذا قال أحد إن ترينت لا يستطيع الدفاع، فليأتِ إليّ وسأطرحه أرضًا. لا أتحمل سماع هذا بعد الآن، لا أعرف ما الذي ينبغي عليه فعله!»

## العمل الخيري
يعمل ألكساندر-أرنولد سفيرًا تطوعيًا لجمعية ساعة للآخرين الخيرية التي تتخذ من ليفربول مقرًا لها وتهدف إلى تقديم الدعم لأفراد المجتمع المحرومين من خلال سلال الطعام، والألعاب ودروس الطبخ والعلوم. يدعم ألكساندر-أرنولد هذه الجمعية منذ أن عرّفته والدته على الجمعية في سنوات مراهقته، وتعهد بدعم المبادرة مع زميله كريس أوينز خلال فترة وجودهما في أكاديمية ليفربول، إذا أصبح أي منهما لاعبًا محترفًا. يمتد عمله الخيري إلى ما بعد الجمعية، ففي مارس 2019، وبعد توقيعه عقد رعاية أحذية جديد مع آندر آرمور (ثاني أكثر صفقات الأحذية قيمة في إنجلترا بعد هاري كين)، بدأ ألكساندر-أرنولد في تنفيذ خطط لشراء أراضٍ في ليفربول لاستخدامها في إنشاء ملاعب مجتمعية جديدة.
في أبريل 2020، تعاون مع آندر آرمور لدعم الأطباء والممرضين والعاملين الأساسيين خلال جائحة فيروس كورونا حيثُ قدّم أكثر من 2000 حذاء للعاملين في مستشفى رويال ليفربول الجامعي.
يُعد ألكساندر-أرنولد أيضًا من داعمي حركة حياة السود مهمة حيثُ ارتدى حذاءً خاصًا يحمل شعار الحركة خلال إحدى المباريات، وقام بعرضه في سحب خيري لصالح مؤسسة نيلسون مانديلا، مما ساعد على جمع مبلغ قدره 27،000 جنيه إسترليني. وقد تم لاحقًا عرض الحذاء في متحف كرة القدم الإنجليزي في مانشستر ومتحف الفيفا في زيورخ.
في أبريل 2023، أسس مبادرة الأكاديمية اللاحقة، وهي مبادرة يدعمها ماليًا لمدة خمس سنوات لدعم اللاعبين السابقين في الأكاديميات الذين لم يواصلوا مسيرتهم في كرة القدم الاحترافية. تهدف المبادرة إلى توفير التدريب وفرص العمل داخل وخارج مجال كرة القدم، وتتم بالشراكة مع رابطة اللاعبين المحترفين (PFA) ورُعاته ريد بول وآندر آرمور وثيرابودي.

## الحياة الشخصية
ترينت ألكساندر-أرنولد هو ابن أخت لاعب ناديي ريدينغ وميلوول السابق، وسكرتير نادي مانشستر يونايتد السابق جون ألكسندر. جدته من جهة والدته، دورين كارلينغ، كانت على علاقة سابقة بمدرب مانشستر يونايتد الأسبق أليكس فيرغسون، قبل أن تنتقل لاحقًا إلى مدينة نيويورك حيثُ تزوجت هناك. وبسبب ذلك، كان ألكساندر-أرنولد مؤهلاً لتمثيل الولايات المتحدة قبل أن يخوض مباراته الدولية الأولى مع إنجلترا. لديه شقيقان؛ تايلر، وهو أكبر منه بأربع سنوات ويعمل وكيلًا له، ومارسيل، الأصغر منه بثلاث سنوات.
يُعد ألكساندر-أرنولد من محبي لعبة الشطرنج، حيث تعلمها في صغره على يد والده، وشارك في عام 2018 في مباراة استعراضية ضد بطل العالم ماغنوس كارلسن. انتهت المباراة، التي أقيمت كجزء من حملة للترويج للعبة، بخسارته بعد 17 نقلة. لاحقًا صرّح بأن لعبة الشطرنج ليست مجرد هواية، بل ساعدته في مسيرته الكروية من خلال تعليمه التفكير «خطوتين أو ثلاثًا إلى الأمام أمام الخصوم».
في عام 2023، انضم ألكساندر-أرنولد إلى مجموعة المستثمرين في فريق ألباين للفورمولا 1.

## الإحصائيات

### النادي
آخر تحديث 25 مايو 2025.
| النادي   | الموسم   | الدوري           | الدوري | الدوري  | كأس الاتحاد الإنجليزي | كأس الاتحاد الإنجليزي | كأس الرابطة | كأس الرابطة | قاري   | قاري    | أخرى   | أخرى    | المجموع | المجموع |
| النادي   | الموسم   | الدرجة           | الظهور | الأهداف | الظهور                | الأهداف               | الظهور      | الأهداف     | الظهور | الأهداف | الظهور | الأهداف | الظهور  | الأهداف |
| -------- | -------- | ---------------- | ------ | ------- | --------------------- | --------------------- | ----------- | ----------- | ------ | ------- | ------ | ------- | ------- | ------- |
| ليفربول  | 2016–17  | الدوري الإنجليزي | 7      | 0       | 2                     | 0                     | 3           | 0           | —      | —       | —      | —       | 12      | 0       |
| ليفربول  | 2017–18  | الدوري الإنجليزي | 19     | 1       | 2                     | 0                     | 0           | 0           | 12     | 2       | —      | —       | 33      | 3       |
| ليفربول  | 2018–19  | الدوري الإنجليزي | 29     | 1       | 0                     | 0                     | 0           | 0           | 11     | 0       | —      | —       | 40      | 1       |
| ليفربول  | 2019–20  | الدوري الإنجليزي | 38     | 4       | 0                     | 0                     | 0           | 0           | 7      | 0       | 4      | 0       | 49      | 4       |
| ليفربول  | 2020–21  | الدوري الإنجليزي | 36     | 2       | 1                     | 0                     | 0           | 0           | 8      | 0       | 0      | 0       | 45      | 2       |
| ليفربول  | 2021–22  | الدوري الإنجليزي | 32     | 2       | 3                     | 0                     | 3           | 0           | 9      | 0       | —      | —       | 47      | 2       |
| ليفربول  | 2022–23  | الدوري الإنجليزي | 37     | 2       | 2                     | 0                     | 0           | 0           | 7      | 1       | 1      | 1       | 47      | 4       |
| ليفربول  | 2023–24  | الدوري الإنجليزي | 28     | 3       | 2                     | 0                     | 2           | 0           | 5      | 0       | —      | —       | 37      | 3       |
| ليفربول  | 2024–25  | الدوري الإنجليزي | 33     | 3       | 1                     | 1                     | 2           | 0           | 8      | 0       | —      | —       | 44      | 4       |
| الإجمالي | الإجمالي | الإجمالي         | 259    | 18      | 13                    | 1                     | 10          | 0           | 67     | 3       | 5      | 1       | 354     | 23      |

1. 1 2 3 4 5 6 7  المباريات في دوري أبطال أوروبا
2. ↑  مباراة واحدة في درع المجتمع الإنجليزي، ومباراة واحدة في كأس السوبر الأوروبي، ومباراتين في كأس العالم للأندية
3. ↑  المباراة في في درع المجتمع الإنجليزي
4. ↑  المباريات في الدوري الأوروبي

### المنتخب
آخر تحديث 13 أكتوبر 2024.
| المنتخب الوطني | العام   | الظهور | الأهداف |
| -------------- | ------- | ------ | ------- |
| إنجلترا        | 2018    | 5      | 1       |
| إنجلترا        | 2019    | 4      | 0       |
| إنجلترا        | 2020    | 3      | 0       |
| إنجلترا        | 2021    | 4      | 0       |
| إنجلترا        | 2022    | 2      | 0       |
| إنجلترا        | 2023    | 5      | 1       |
| إنجلترا        | 2024    | 10     | 2       |
| المجموع        | المجموع | 33     | 4       |

آخر تحديث 13 أكتوبر 2024.
قائمة الأهداف والنتائج مع منتخب إنجلترا الأول
| # | التاريخ        | المكان                                     | م. | الخصم            | الهدف | النتيجة | المسابقة                       | م.      |
| - | -------------- | ------------------------------------------ | -- | ---------------- | ----- | ------- | ------------------------------ | ------- |
| 1 | 15 نوفمبر 2018 | ملعب ويمبلي، لندن، إنجلترا                 | 5  | الولايات المتحدة | 2–0   | 3–0     | ودية                           | [ 199 ] |
| 2 | 16 يونيو 2023  | ملعب تاكالي الوطني، تاكالي، مالطا          | 19 | مالطا            | 2–0   | 4–0     | تصفيات بطولة أمم أوروبا 2024   | [ 200 ] |
| 3 | 3 يونيو 2024   | سانت جيمس بارك، نيوكاسل أبون تاين، إنجلترا | 24 | البوسنة والهرسك  | 2–0   | 3–0     | مباراة ودية                    | [ 201 ] |
| 4 | 13 أكتوبر 2024 | ملعب هلسنكي الأولمبي، هلسنكي، فنلندا       | 33 | فنلندا           | 2–0   | 3–1     | دوري الأمم الأوروبية 2024–25 ب | [ 202 ] |

## الإنجازات
ليفربول

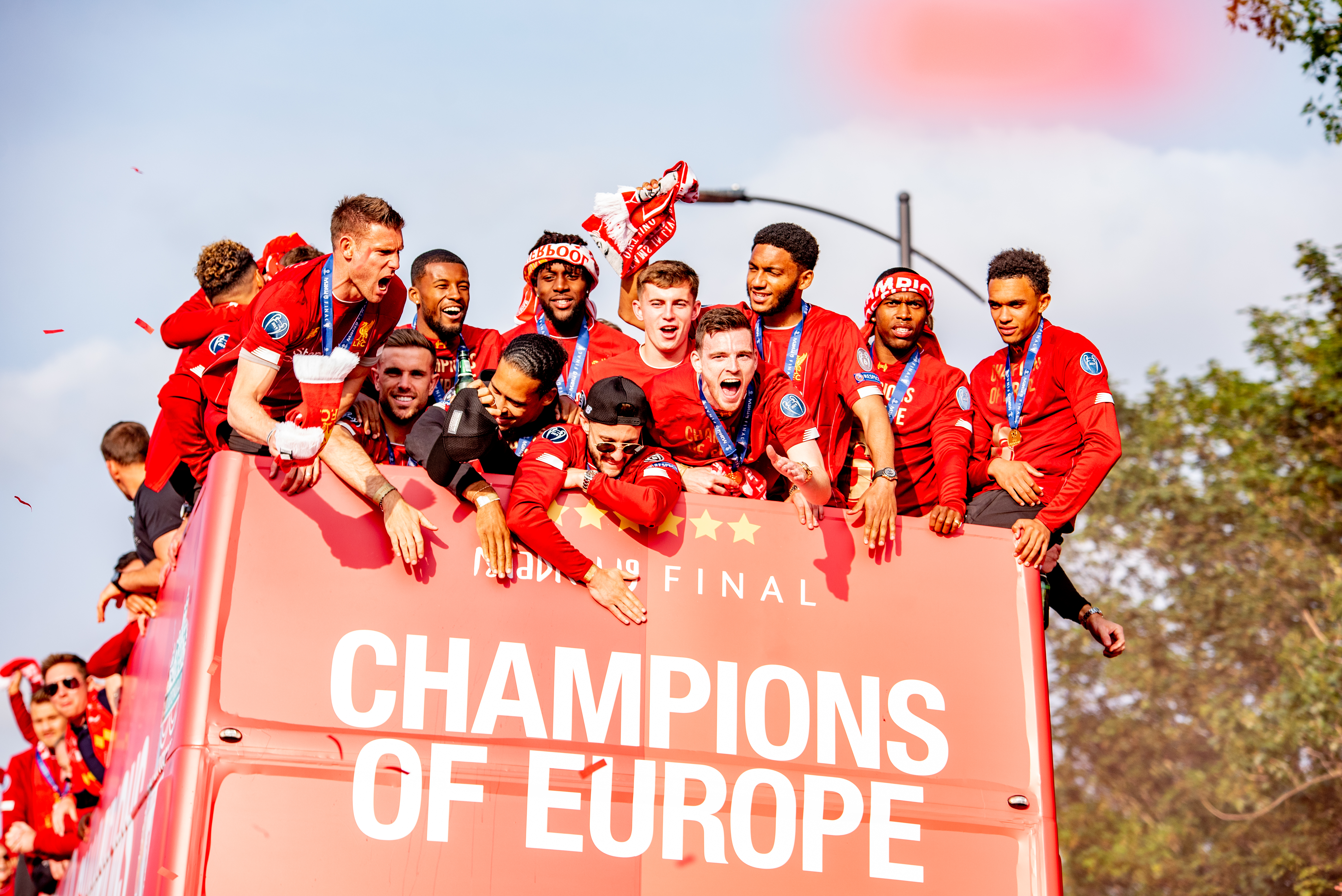
ألكساندر-أرنولد (أقصى اليمين) كان جزءًا من تشكيلة ليفربول التي فازت بلقب دوري أبطال أوروبا في عام 2019.

- الدوري الإنجليزي الممتاز: 2019–20،[203] 2024–25[204]
- كأس الاتحاد الإنجليزي: 2021–22[205]
- كأس الرابطة الإنجليزية: 2021–22[206]
- درع المجتمع الإنجليزي: 2022[207]
- دوري أبطال أوروبا: 2018–19؛[208]
- كأس السوبر الأوروبي: 2019[209]
- كأس العالم للأندية: 2019[210]

إنجلترا
- بطولة أمم أوروبا الوصيف: 2024[211]
- دوري الأمم الأوروبية: المركز الثالث: 2018–19[212]

الفردية
- جائزة ليفربول لأفضل لاعب شاب في الموسم: 2016–17،[36] 2017–18[47]
- فريق العام من اتحاد لاعبي كرة القدم المحترفين: 2018–19،[213] 2019–20[88] 2020–21، 2021–22
- جائزة أفضل لاعب شاب في إنجلترا: 2019–20[89]
- جائزة الفتى الذهبي: 2018[214] 2019(الصيف)
- تشكيلة الموسم لدوري أبطال أوروبا:2017–18، 2018–19،[215] 2019–20، 2021–22
- أفضل مدافع في دوري أبطال أوروبا المركز الثالث: 2018–19[216]
- فيفبرو: 2018، 2019 (المدافع الثاني)[217]
- جائزة الكرة الذهبية المركز الثالث: 2019[218]
- لاعب الشهر في الدوري الإنجليزي الممتاز: ديسمبر 2019[203]
- فريق العالم من الاتحاد الدولي لتاريخ وإحصاءات كرة القدم: 2019[219]
- جائزة اليويفا لأفضل فريق: 2018، 2019[220]
- جائزة أفضل لاعب شاب في الدوري الإنجليزي الممتاز: 2019–20[203]

## وصلات خارجية
- ترنت ألكساندر-أرنولد على موقع الاتحاد الدولي (مؤرشف)  (الإنجليزية)
- ترنت ألكساندر-أرنولد على موقع الاتحاد الأوربي (الإنجليزية)
- ترنت ألكساندر-أرنولد على موقع قاعدة بيانات كرة القدم.إي يو (الإنجليزية)
- ترنت ألكساندر-أرنولد على موقع ليكيب (الفرنسية)
- ترنت ألكساندر-أرنولد على موقع ناشيونال فوتبول تيمز (الإنجليزية)
- ترنت ألكساندر-أرنولد على موقع Soccerbase.com (لاعب) (الإنجليزية)
- ترنت ألكساندر-أرنولد على موقع Soccerway.com (الإنجليزية)
- ترنت ألكساندر-أرنولد على موقع عالم كرة القدم.نت (الإنجليزية)
- ترنت ألكساندر-أرنولد على موقع AS.com (الإسبانية)

1. ↑  اللاعبون الستة السابقون هم: لوري كانينغهام، ستيف ماكمانامان، ديفيد بيكهام، مايكل أوين، جوناثان وودغيت وجود بيلينغهام.[130]